# Åseda
Åseda est une localité de Suède dans la commune d'Uppvidinge, dont elle est le chef-lieu, située dans le comté de Kronoberg.
Sa population était de 2 700 habitants en 2019.

## Lieux et monuments
- Église (sv), fin XVe - début XVIe siècle, rénovée entre 1796 et 1803.